# Franz Jackson
Franz Jackson (Rock Island (Illinois), 1 de noviembre de  1912-Niles (Michigan), 6 de mayo de 2008) fue un saxofonista y clarinetista estadounidense de la escuela de jazz de Chicago.

## Biografía
Jackson recibió las primeras lecciones de saxofón por Jerome Don Pasquall y posteriormente estudió en el Chicago Musical College.
A principios de su carrera, Jackson tocó en la banda de Albert Ammons. En la década de 1930, Jackson tocaba principalmente en Chicago. Hizo giras con Fletcher Henderson en 1938, y posteriormente con la banda de Roy Eldridge en Nueva York y en 1940 con Fats Waller y con Earl Hines. Posteriormente, tocaría en la big band de Cootie Williams (1942), la de Frankie Newton (1942–3), volvió a tocar en directos con Eldridge (1944) y con Wilbur De Paris en el Jimmy Ryan de Nueva York (1944–5)".
Finalmente, Jackson creó su propia banda en Chicago en 1957, la Original Jass All Stars. Con ella, Jackson hizo giras internacionales. Formó otra banda, la Jazz Entertainers, en 1980.
Se trasladó a Dowagiac (Michigan) en 1975. En ese estado, moriría el 6 de mayo de 2008.

## Discografía
Como colider
- No Saints (1957, Replica)
- A Night at the Red Arrow (1961, Pinnacle)
- Franz Jackson's Original Jass All-Stars Featuring Bob Shoffner (1961, Riverside)
- Let's Have a Party (1981, Pinnacle)
- Swing Thing (1984, Pinnacle)
- Snag It (1990, Delmark)
- Live at Windsor Jazz Festival III (1994, Parkwood)
- I Is What I Is (1997, Pinnacle)

Como miembro
Con Lil Armstrong
- Lil Armstrong and her Orchestra (1961, Riverside)

Con James Carter
- Live at Baker's Keyboard Lounge (2001, Warner Bros.)

Con Art Hodes
- Home Cookin'  (1974, Jazzology)

Con Laura Rucker
- Something's Wrong/Swing My Rhythm (1936, Decca)

Con Edith Wilson
- He May Be your Man (But He Comes to See Me Sometimes) (1974, Delmark)[1]